# Bracon oscarmasisi
Bracon oscarmasisi (лат.) — вид паразитических наездников рода Bracon из семейства браконид. Эндемик Коста-Рики. Назван в честь Oscar Masis менеджера по ловушкам Национального парка Parque Nacional Los Quetzales, ACOPAC (Área de Conservación Pacífico Central, Коста-Рика).

## Описание
Длина тела около 4 мм. Основная окраска жёлтая (низ брюшка, лапки I и II) и чёрная (голова, грудь, ноги, верх брюшка), усики чёрные. Этот вид можно морфологически отличить от своего ближайшего соседа по BIN-индексу по тому, что задние бёдра тёмные (а не жёлтые). Выделение вида произведено на основании молекулярного баркодирования последовательности нуклеотидов по цитохром оксидазе COI. Эктопаразитоид гусениц плоской моли Anadasmus (Depressariidae), питающейся на Mespilodaphne veraguensis (Lauraceae).  Вид был впервые описан в 2021 году американским гименоптерологом Michael J. Sharkey (The Hymenoptera Institute, Redlands, США) по типовым материалам из Коста-Рики.